# Килкеррин
Килкеррин (англ. Kilkerrin; ирл. Cill Choirín) — деревня в Ирландии, находится в графстве Голуэй (провинция Коннахт) на региональной дороге R364, у озёр Килтулла и Лох-Люргин.